# Trimování

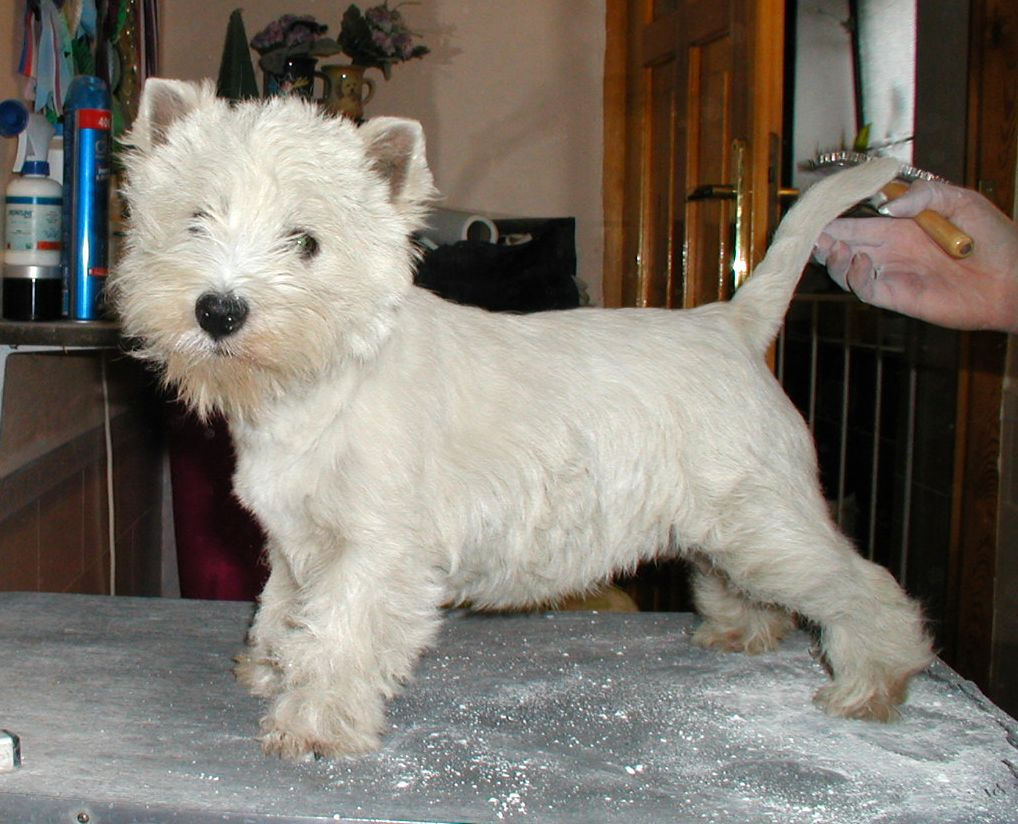
Správně upravené štěně westíka

Trimování je speciální úprava srsti hrubosrstých plemen psů. Spočívá ve vytrhávání odumřelé srsti (včetně kořínků), která sama nevypadá – správně trimovaní psi nelínají.
Díky trimování srst hrubne a stává se odolnější vůči vlivům okolí. Pokud se hrubosrsté plemeno ostříhá, tj. nedochází k výměně chlupů, jeho srst plstnatí a ztrácí svou ochrannou funkci.
První úprava by měla být již v 6 týdnech věku a dále minimálně každé dva měsíce.

## Základní pomůcky

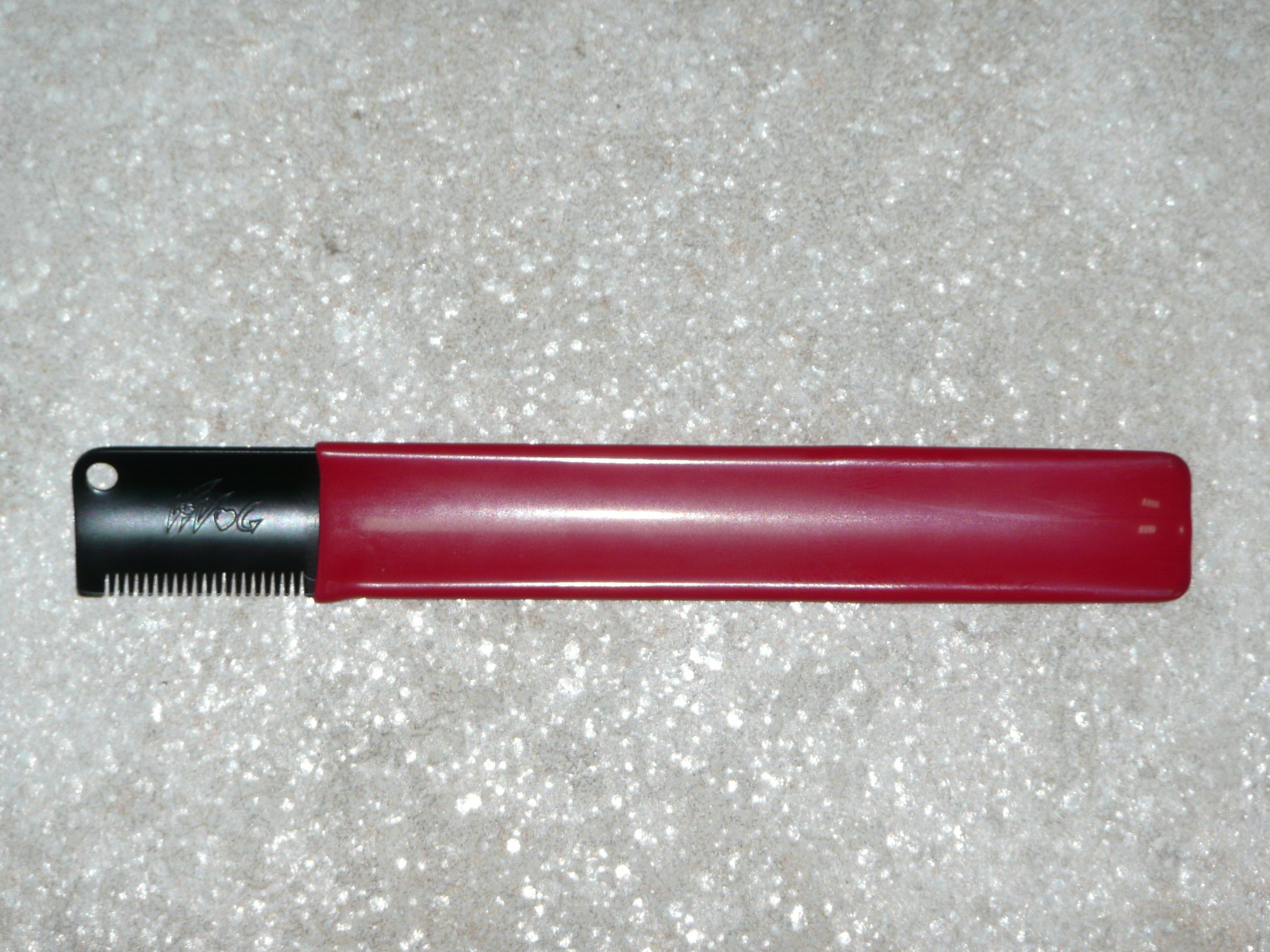
Trimovací nůž

- Trimovací nůž (jako varianta postačí prsty)
- Hřebeny různé hustoty
- Nůžky (na upravení konečného tvaru)

### Navíc
- Efilační nůžky - na prostříhávání a přechody
- Malířská běloba bez zinku - aby srst neklouzala
- Nůžky různých délek

Trimování by měl provádět pouze zkušený trimér, který chlupy trimovacím nožem nepřeřízne, ale opravdu je vytrhne i s kořínkem.